# Nasir al-Wuhayshi
Nasir al-Wuhayshi (Abyan, 1º ottobre 1976 – al-Mukalla, 12 giugno 2015) è stato un terrorista yemenita, capo di al-Qaida nella Penisola Arabica (AQAP) da gennaio 2009, assassinato il 12 giugno 2015 da un drone USA.